# Шехтер, Роберт Исаакович
Ро́берт Исаа́кович Ше́хтер (1947, Харьков) — советский и шведский физик, специалист по наномеханике.
Окончил в 1970 году Харьковский университет по специальности «Теоретическая физика, физика твёрдого тела» ,  защитил дипломную работу на тему: «Резонансная интенсификация электромагнитного поля в полупроводниках» под руководством Эммануила Канера.
С 1971 года — во ФТИНТ АН УССР, прошёл путь от младшего научного сотрудника до ведущего научного сотрудника (1988).
В 1977 году защитил во ФТИНТ под руководством Игоря Кулика кандидатскую диссертацию  по специальности «Физика твёрдого тела». В 1987 году защитил докторскую диссертацию.
Соавтор открытия "Явление перераспределения энергии носителей заряда в металлических микроконтактах при низких температурах", Диплом No 328.
С начала 1990-х годов — в Швеции, ассоциированный профессор в Гётеборгском университете, с 1995 года — доцент, с 2000 года — профессор, с этого же времени профессор отдела прикладной физики в Техническом университете Чалмерса.

## Избранные публикации
- E. A. Kaner, O. I. Lyubimov, I. E. Aronov, and R. I. Shekhter: Nature of a Singularity at the Resonance Frequency and the Line Shape of Cyclotron Resonance in Semiconductors, Sov. Phys. Semicond. 4, 43 (1970).
- I. O. Kulik and R. I. Shekhter: Kinetic Phenomena and ChargeDiscreteness Effects in Granulated Media, Sov. Phys. JETP , 4 , N2, 308,(1975).
- I. F. Itskovich and R. I. Shekhter: Steady-State Josephson Effect in Superconductor-Semiconductor-Superconductor Junctions, Sov. J . LowPhys., 7, N7, 418, (1981).
- E. V. Minenko, R. I. Shekhter, and I. O. Kulik: Critical Fields inSuperconducting Periodic Structures, Sov J Low Temp Phys, 6, N5, 281,(1981).
- I. O. Kulik and R. I. Shekhter: Point Contact Spectroscopy ofElectron Relaxation Mechanisms, Phys. Lett. A98, N3, 132, (1983).
- E. N. Bogachek and R. I. Shekhter: Conductance of Dirty Point Contacts in a Quantizing Magnetic Field, Low Temp. Phys. 14, N8, 442, (1988).
- Yu. A. Kolesnichenko, M. V. Moskalets, R. I. Shekhter: Nonlinear Electric Conductivity of a Microjunction Containing a Plane Defect, Sov. Phys. JETP, 71, (1990).
- R. I. Shekhter, J. Wan, K. McGreer, L. I. Glazman and A. Goldman: Two-State Approximation in the Coulomb-Blockade Theory; Simple Analytical Results for a Double-Tunnel Junction, Phys. Rev.B43, 9381 (1991).
- K. A. Matveev, M. Gisselfelt, L. I. Glazman, M. Jonson, and R. I. Shekhter: Parity-induced suppression of the Coulomb blockade of Josephson tunneling, Phys. Rev. Lett. 70, 2940 (1993).
- A. Zagoskin and R. I. Shekhter: Nonlinear transport in a quantum point contact due to soft-disorder-induced coherent mode mixing, Phys. Rev. B50, 4909 (1994).
- M. Jonson and R. I. Shekhter: Quantum dots measure electron interference, Physics World 10, 3, 25 (March 1997).